# Pseudolabrus
Pseudolabrus – rodzaj ryb okoniokształtnych z rodziny wargaczowatych.

## Klasyfikacja
Gatunki zaliczane do tego rodzaju:

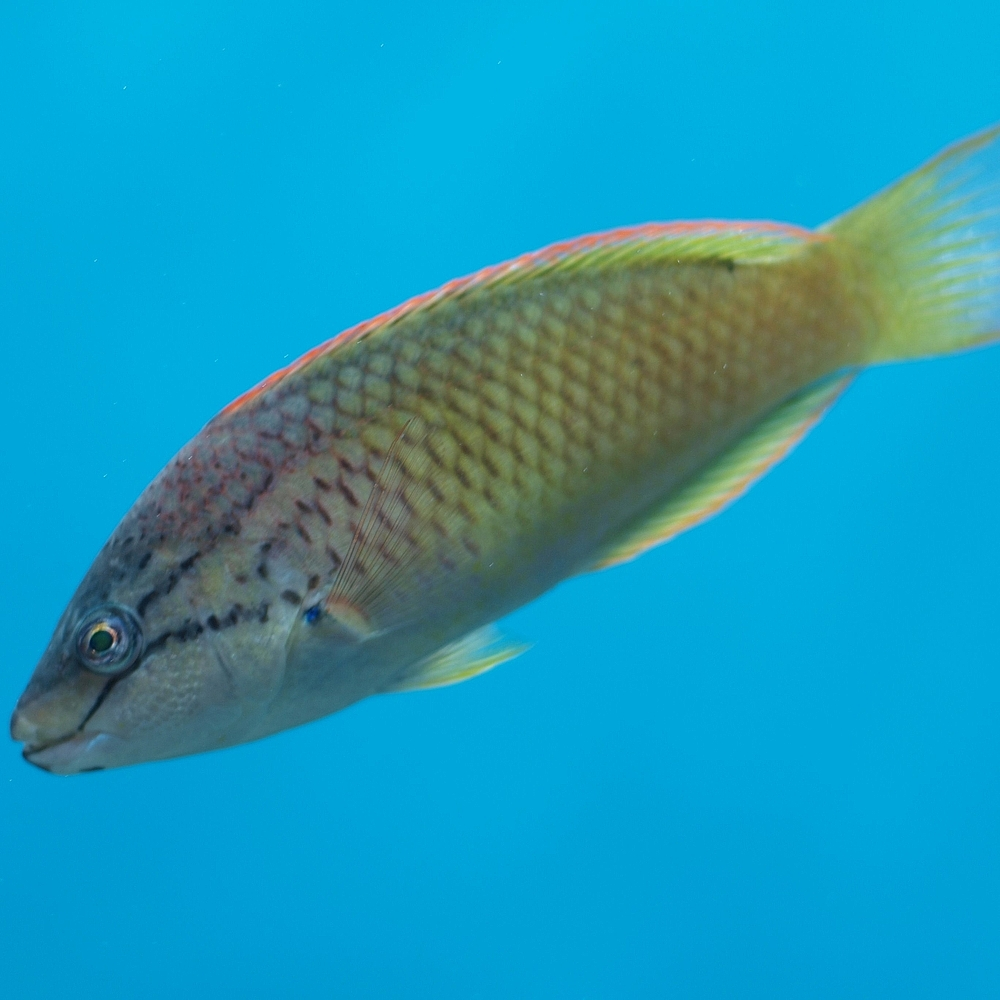
Pseudolabrus biserialis
- Pseudolabrus eoethinus
- Pseudolabrus fuentesi
- Pseudolabrus gayi
- Pseudolabrus guentheri
- Pseudolabrus japonicus
- Pseudolabrus luculentus
- Pseudolabrus miles
- Pseudolabrus rubicundus
- Pseudolabrus semifasciatus
- Pseudolabrus sieboldi
- Pseudolabrus torotai

- Pseudolabrus eoethinus